# Liam Sweeney
Liam Sweeney es un deportista australiano que compite en taekwondo. Ganó una medalla de plata en el Campeonato de Oceanía de Taekwondo de 2022, en la categoría de –80 kg.

## Palmarés internacional
| Campeonato de Oceanía | Campeonato de Oceanía | Campeonato de Oceanía | Campeonato de Oceanía |
| Año                   | Lugar                 | Medalla               | Categoría             |
| --------------------- | --------------------- | --------------------- | --------------------- |
| 2022                  | Papeete (Francia)     | Medalla de plata      | –80 kg                |